# Plectreuridae
Plectreuridae este o familie de păianjeni araneomorfi. 

## Descriere
Din cauza răspândirii restrânse și numărului mic de specii, această familia este puțin studiată. Unii auotri îi includ în familile Sicariidae, Scytodidae sau Diguetidae. Însă spre deosebire de aceștia, păianjenii din familia Plectreuridae au 8 ochi. Famelele din genul Plectreurys se aseamănă cu unele specii de familia Filistatidae, dar diferă prin dispoziția ochilor și structura femerului, al treilea articol la piciorului.

## Modul de viață
Ei țes pânze aranjate haotic între pietre și cactuși morți.

## Răspândire
Acești păianjeni se întâlnesc în deșerturile din America de Nord, Mexic și Cuba.

## Sistematică
În prezent există doar două genuri ce cuprind 30 de specii. Însă, în trecut familia era mai răspândită. Fosile a genului Eoplectreurys (Jurasic) a fost găsit în China, genul Palaeoplectreurys (Eocen) în chihlimbar baltic și genul Plectreurys (Miocen) în chiblimbar dominician .
†Eoplectreurys Selden & Huang, 2010
- †Eoplectreurys gertschi Selden & Huang, 2010 (Jurasic, China)

Kibramoa Chamberlin, 1924
- Kibramoa guapa Gertsch, 1958 (SUA, Mexic)
- Kibramoa hermani Chamberlin & Ivie, 1935 (SUA)
- Kibramoa isolata Gertsch, 1958 (Mexic)
- Kibramoa madrona Gertsch, 1958 (SUA)
- Kibramoa paiuta Gertsch, 1958 (SUA)
- Kibramoa suprenans Chamberlin, 1919  (SUA)
  - Kibramoa suprenans pima Gertsch, 1958 (SUA)
- Kibramoa yuma Gertsch, 1958 (SUA)

Plectreurys Simon, 1893
- Plectreurys angela Gertsch, 1958 (SUA)
- Plectreurys ardea Gertsch, 1958 (Mexic)
- Plectreurys arida Gertsch, 1958 (Mexic)
- Plectreurys bicolor Banks, 1898 (Mexic)
- Plectreurys castanea Simon, 1893 (SUA)
- Plectreurys ceralbona Chamberlin, 1924 (Mexic)
- Plectreurys conifera Gertsch, 1958 (SUA)
- Plectreurys deserta Gertsch, 1958 (SUA)
- Plectreurys globosa Franganillo, 1931 (Cuba)
- Plectreurys hatibonico Alayón, 2003 (Cuba)
- Plectreurys misteca Gertsch, 1958 (Mexic)
- Plectreurys mojavea Gertsch, 1958 (SUA)
- Plectreurys monterea Gertsch, 1958 (SUA)
- Plectreurys nahuana Gertsch, 1958 (Mexic)
- Plectreurys oasa Gertsch, 1958 (SUA)
- Plectreurys paisana Gertsch, 1958 (Mexic)
- †Plectreurys pittfieldi Penney 2009 (Miocen, chinlimbar dominicia)
- Plectreurys schicki Gertsch, 1958 (SUA)
- Plectreurys tecate Gertsch, 1958 (Mexic)
- Plectreurys tristis Simon, 1893  (SUA, Mexic)
- Plectreurys valens Chamberlin, 1924 (Mexic)
- Plectreurys vaquera Gertsch, 1958 (Mexic)
- Plectreurys zacateca Gertsch, 1958 (Mexic)

Mai sunt plasați și:

†Palaeoplectreurys Wunderlich, 2004
- Palaeoplectreurys baltica Wunderlich, 2004 (Eocenul inferior, chihlimbar baltic)